# Chiến dịch Trị Thiên
Chiến dịch Trị Thiên là một chiến dịch trong Chiến tranh Việt Nam do Quân Giải phóng miền Nam Việt Nam thực hiện vào năm 1972. Đây là một phần trong Chiến dịch Xuân hè 1972 mà Quân lực Việt Nam Cộng hòa gọi là Mùa Hè Đỏ Lửa.

## Kế hoạch của hai bên

### Hoa Kỳ và Quân lực Việt Nam Cộng hòa
Chiến trường Trị - Thiên có vị trí đặc biệt quan trọng trong hệ thống phòng ngự chiến lược ở miền Trung và Tây Nguyên của Hoa Kỳ và Việt Nam Cộng Hoà. Từ đầu năm 1970 đến giữa năm 1971, mặc dù liên tục bị tập kích, binh lực hao hụt nặng, nhất là ở vùng đường 9 - bắc Quảng Trị, QLViệt Nam Cộng hòa vẫn không rút bỏ bất cứ một cứ điểm nào trong hệ thống phòng thủ chiến lược trọng yếu Trị - Thiên. Cuối năm 1971, mặc dù phán đoán hướng tiến công chiến lược chính năm 1972 của Quân Giải phóng không phải là Trị - Thiên, nhưng do tầm quan trọng của địa bàn chiến lược này nên Bộ Chỉ huy Vùng chiến thuật I vẫn ráo riết tăng cường lực lượng đẩy mạnh các cuộc "hành quân tảo thanh Việt cộng" trong địa phận đảm nhiệm, tung biệt kích, thám báo nhằm thăm dò, phát hiện lực lượng và sự chuẩn bị của Quân Giải phóng miền Nam Việt Nam.
Cho đến giữa tháng 3-1972, lực lượng Việt Nam Cộng hòa ở Trị - Thiên gồm có 2 sư đoàn bộ binh (1, 3), 2 lữ đoàn thủy quân lục chiến (147, 258), 3 thiết đoàn xe tăng, xe bọc thép (11,20, 17), 17 tiểu đoàn pháo binh từ 105 mm đến 175 mm (258 khẩu), 4 tiểu đoàn, 94 đại đội bảo an, 302 trung đội dân vệ, 5.000 cảmh sát. Với lực lượng trên đây, Việt Nam Cộng hòa tập trung bố phòng trên hai hướng Quảng Trị và Thừa Thiên. Đặc biệt ở Quảng Trị, Việt Nam Cộng hòa liên tục duy trì Sư đoàn bộ binh 3, hai lữ đoàn 147 và 258, hai thiết đoàn 11 và 20 (chưa kể lực lượng bảo an dân vệ địa phương). Tổng cộng khoảng 50.000 quân chủ lực, 100.000 quân địa phương quân và Bảo an. Xét về mật độ thì đây là nơi tập trung quân mạnh và dày đặc nhất trên toàn chiến trường.
Lực lượng Việt Nam Cộng hòa ở Quảng Trị được phân chia thành ba tuyến:
- Tuyến ngoài cùng (tuyến giáp ranh), bố trí tương đối liên hoàn, chặt chẽ, có không gian rất rộng, kéo dài từ biển Đông đến gần biên giới Việt - Lào, có nhiệm vụ phát hiện, ngăn chặn, phá hoại sự chuẩn bị của Quân Giải phóng miền Nam Việt Nam từ xa. Lực lượng bảo vệ tuyến này chủ yếu là không quân, pháo binh, biệt kích; trong trường hợp khẩn cấp, một bộ phận quân chủ lực sẽ được điều động làm nhiệm vụ nống lấn càn quét.
- Tuyến giữa, tuyến phòng thủ quan trọng nhất gồm hệ thống các điểm cao, các căn cứ mà từ lâu Mỹ - Thiệu đã từng tuyên bố và vững tin là "bất khả xâm phạm". Hệ thống đó gồm: động Ông Do, điểm cao 3654, 548, 597, 241, 544... kéo đến Cồn Tiên, Dốc Miếu, Quáng Ngang, đồi 31. Nhiệm vụ của tuyến này là ngăn chặn các cuộc tiến công của Quân Giải phóng miền Nam Việt Nam, bảo vệ các thị xã, thị trấn, các căn cứ, đường giao thông quan trọng và các vùng đã được bình định. Để thực hiện nhiệm vụ đó, Việt Nam Cộng hòa thường xuyên tổ chức thành từng khu vực phòng thủ cấp trung đoàn, tiểu đoàn hoặc tương đương vừa có thể liên kết phòng giữ vừa có thể độc lập tác chiến.
- Tuyến trong cùng, còn gọi là tuyến phòng ngự dự phòng - kéo dài từ đường số 1 ra biển Đông, gồm các thị trấn, thị xã đông dân Đông Hà, Cửa Việt, Ái Tử, Quảng Trị. Các đơn vị chủ lực ở tuyến này có nhiệm vụ vừa sẵn sàng đánh trả các cuộc tiến công lớn của Quân Giải phóng miền Nam Việt Nam, vừa phối hợp chặt chẽ với bảo an, dân vệ,, đánh phá các phong trào đấu tranh, hoặc nổi dậy của dân chúng.[7]

Trên cơ sở phân chia tuyến, vùng hoạt động, Sư đoàn 3 và các lữ đoàn, thiết đoàn phối thuộc tổ chức phòng thủ ở Quảng Trị thành năm khu vực cấp trung đoàn: Trung đoàn 57 bố trí ở Quán Ngang, Dốc miếu xuống đồi 31; Trung đoàn 2 từ Bái Sơn đến Cồn Tiên; Trung đoàn 56 từ điểm cao 241 đến Tân Lâm; Lữ đoàn 147 từ Mai Lộc đến Động Toàn; Lữ đoàn 258 từ Tân Điền đến điểm cao 367; Thiết đoàn 17 có ba chi đoàn đóng ở Gia Lệ Thượng, Đông Lâm, Nhị Thượng. Sở chỉ huy Sư đoàn 3 do viên chuẩn tướng Vũ Văn Giai chỉ huy, đóng tại Ái Tử...
Nhìn chung, chỗ mạnh của Việt Nam Cộng hòa ở khu vực đường 9 - bắc Quảng Trị là hệ thống phòng ngự kiên cố, vững chắc, được xây dựng và hoàn chỉnh từng bước trong hai năm 1970-1971. Đây là những cứ điểm lợi hại, có hệ thống hỏa lực mạnh, được tính toán phần tử bắn theo tọa độ lưới rất kỹ cho pháo binh, pháo hạm và không quân (kể cả máy bay chiến lược B-52). Do đó, hệ thống hỏa lực tại đây có thể khống chế được một vùng rộng lớn hai bên nam - bắc sông Bến Hải. Nhưng chỗ yếu cơ bản của hệ thống phòng ngự là bên ngoài mạnh, bên trong sơ hở, nhất là khu vực rừng núi phía tây từ Ba Lòng đến núi Cái Mương (Huế). Hơn nữa, từ khi bộ binh Mỹ rút, tinh thần binh sĩ Sài Gòn hoang mang, quân dự bị (kể cả dự bị chiến lược) thiếu, mỏng, dàn trải ở khắp nơi.

### Quân Giải phóng miền Nam Việt Nam
Trên cơ sở nắm bắt sát diễn biến thực tế, lường định xu thế phát triển của tình hình và quyết định thay đổi hướng tiến công chiến lược chủ yếu năm 1972 (từ chiến trường Đông Nam Bộ sang chiến trường Trị - Thiên) của Thường vụ Quân ủy Trung ương, ngày 23-3-1972, Bộ Chính trị và Quân ủy Trung ương họp thảo luận, nhất trí phê duyệt kế hoạch tiến công cho 1972.
Căn cứ nhiệm vụ của Bộ Chính trị và Quân ủy Trung ương giao, ngày 16/3/1972, tại Bãi Hà (phía tây huyện Vĩnh Linh), Đảng ủy và Bộ Tư lệnh chiến dịch Trị - Thiên họp bàn triển khai kế hoạch tác chiến. Sau khi nghiên cứu phân tích thêm về nhiệm vụ chiến lược năm 1972 của Bộ chính trị và Quân ủy Trung ương trên chiến trường miền Nam và trên chiến trường Quảng Trị, Đảng ủy và Bộ Tư lệnh chiến dịch quyết định phân chia chiến trường Quảng Trị thành bốn cánh tác chiến và sử dụng lực lượng chiến đấu trên từng cánh như sau:
- Cánh Bắc, cánh chủ yếu của chiến dịch, sử dụng Sư đoàn 308 Quân Giải phóng miền Nam Việt Nam (thiếu một trung đoàn), hai trung đoàn bộ binh (48, 27), hai trung đoàn pháo mặt đất (164, 84), trung đoàn pháo cao xạ, hai tiểu đoàn xe tăng, xe bọc thép, hai tiểu đoàn công binh, Tiểu đoàn đặc công 33, ba trung đội hóa học, trinh sát, súng phun lửa... do Phạm Hồng Sơn, Phó Tư lệnh chiến dịch và đồng chí Hoàng Minh Thi, Phó Chính ủy chiến dịch trực tiếp chỉ huy, được các lực lượng vũ trang địa phương phối hợp, có nhiệm vụ tiêu diệt Trung đoàn 57 và Trung đoàn 2 bộ binh (thuộc Sư đoàn bộ binh 3 Sài Gòn) ở điểm cao 544, Đồi Tròn, Động Mã, Cồn Tiên; thừa thắng bao vây tiêu diệt miếu Bái Sơn, Quán Ngang; sẵn sàng diệt địch ở Hồ Khê, Đá Bạc, Thiện Xuân, Lăng Cô, Gia Bình... Sau khi đã tiêu diệt được toàn bộ các mục tiêu nói trên, các đơn vị nhanh chóng chuyển sang bao vây tài chính cụm cứ điểm Đông Hà, kiên quyết không cho địch co cụm đối phó.
- Cánh Tây, sử dụng Sư đoàn 304 Quân Giải phóng miền Nam Việt Nam, bốn trung đoàn pháo cao xạ (230, 232, 241, 280), Trung đoàn 38 pháo binh, hai tiểu đoàn tên lửa, một tiểu đoàn xe tăng, một tiểu đoàn công binh do Đại tá Hoàng Đan - Sư đoàn trưởng sư đoàn 304 Quân Giải phóng miền Nam Việt Nam chỉ huy, đảm nhận tiến công tuyến phòng ngự phía tây ở Động Toàn, Ba Tum, Ba Hồ, nếu địch phản ứng có thể tổ chức tiêu diệt trước thời hạn quy định, nhằm thu hút địch tạo điều kiện cho các cánh khác chuẩn bị. Sau đó, toàn cánh phối hợp với cánh Bắc đánh chiếm Núi Kiếm, bao vây tiêu diệt các căn cứ 241, Mai Lộc, Đầu Mầu, sẵn sàng tiến công tiêu diệt Ái Tử.
- Cánh Nam, do Sư đoàn 324 Quân Giải phóng miền Nam Việt Nam cùng các đơn vị phối thuộc (tiểu đoàn thông tin, tiểu đoàn công binh) được sự hỗ trợ của hai tiểu đoàn địa phương tỉnh Quảng Trị, do đại tá Giáp Văn Cương, Phó Tư lệnh và đại tá Lê Tự Đồng, Phó Chính ủy Bộ Tư lệnh chiến dịch chỉ huy, có nhiệm vụ tấn công ở phía đông dãy Thượng Nguyên, chủ yếu từ khu vực động Ông Do xuống đoạn đường số 1 (nam thị xã Quảng Trị đến bắc sông Mỹ Chánh, thực hiện chia cắt chiến dịch, hỗ trợ cho nhân dân Triệu Phong, Hải Lăng nổi dậy giành quyền làm chủ.
- Cánh Đông, cánh thứ yếu của chiến dịch, kéo dài từ Hoàng Hà, Mai Xá, Cửa Việt lên ngã ba Gia Độ (bắc sông Hiếu). Bộ Tư lệnh chiến dịch quyết định sử dụng Đoàn 126 đặc công hải quân, hai tiểu đoàn đặc công trên bộ (31, 25), Tiểu đoàn 47 Vĩnh Linh, một tiểu đoàn pháo mang vác, hai đại đội địa phương Quảng Trị, do Bùi Thúc Dưỡng, Tham mưu phó chiến dịch chỉ huy, làm nhiệm vụ bao vây Dốc Miếu, Quán Ngang từ phía đông, tiến công quân cảng Cửa Việt, sau đó phối hợp với lực lượng vũ trang địa phương tiêu diệt và làm tan rã lực lượng bảo an, hỗ trợ nhân dân các xã ven biển Gio Linh, Triệu Phong nổi dậy giành quyền làm chủ.

Về phương châm chỉ đạo tác chiến, Đảng ủy và Bộ Tư lệnh chiến dịch chủ trương: "tranh thủ đánh địch ngoài công sự để tiêu diệt sinh lực và phương tiện chiến tranh, tạo thời cơ đánh những trận quyết định tiêu diệt từng trung đoàn, lữ đoàn địch, phá vỡ tuyến phòng thủ, nhanh chóng đột phá tung thâm, không cho chúng đối phó, phát huy cao độ uy lực của mọi loại binh khí kỹ thuật hiện có, đánh tập trung hiệp đồng binh chủng quy mô lớn, coi trọng đánh vừa và nhỏ, đánh sâu và hiểm bằng những lực lượng tinh nhuệ, hỗ trợ cho nhân dân Quảng Trị, Thừa Thiên nổi dậy giành quyền làm chủ."
Khi các binh đoàn chủ lực của Quân Giải phóng miền Nam Việt Nam đã ở tư thế sẵn sàng tiến công thì phía đối phương vẫn không hề đoán định được hướng chính của cuộc tiến công chiến lược năm 1972. Ngày 18-3-1972, viên trung tướng Hoàng Xuân Lãm - Tư lệnh Vùng I chiến thuật cùng viên chuẩn tướng Vũ Văn Giai - Tư lệnh Sư đoàn 3 và viên đại tá Phan Bá Hòa - Tỉnh trưởng Quảng Trị, sau khi dùng máy bay trực thăng kiểm tra khu vực đường 9 - bắc Quảng Trị, đã thống nhất nhận định: đối phương chưa thể mở chiến dịch lớn ở Quảng Trị. Vì vậy, theo kế hoạch quân sự hình thành từ trước, ngày 25-3, Bộ Chỉ huy Sư đoàn 3 quân lực Việt Nam Cộng hòa vẫn cho các đơn vị đóng chốt ở phía trước thay quân. Tiểu đoàn 2 (Trung đoàn 2) từ Đông Hà ra Cồn Tiên; Tiểu đoàn 3 (Trung đoàn 56) từ Cồn Tiên vào Tân Lâm; Tiểu đoàn 3 (Trung đoàn 2) thay tiểu đoàn 1 ở điểm cao 541; Tiểu đoàn 3 (Trung đoàn 57) ở Mai Xá Thị, Tân Hà thay Tiểu đoàn 2 ở Dốc Sỏi, Xuân Hải; Tiểu đoàn 1 (Lữ đoàn 147) thay Tiểu đoàn 4 ở Động Toàn.

## Lực lượng tham chiến

### Hoa Kỳ và Quân lực Việt Nam Cộng hòa
- 2 sư đoàn bộ binh 1 và 3; về sau được tăng viện thêm một số sư đoàn khác
- Liên đoàn dù biệt kích 81;
- 2 lữ đoàn thủy quân lục chiến 147 và 258;
- 4 trung đoàn và 2 chi đoàn tăng thiết giáp: thiết đoàn 7, 18 kị binh, trung đoàn 51 bộ binh. Tổng cộng có khoảng 500 xe tăng - xe thiết giáp.
- 17 tiểu đoàn pháo binh và một số tiểu đoàn công binh, gồm 258 khẩu đại bác cỡ 105mm trở lên (chưa kể các loại pháo nhỏ hơn, súng không giật và súng cối hạng nặng)
- 1 sư đoàn không quân
- 4 tiểu đoàn và 94 đại đội bảo an; 302 trung đội dân vệ; 5.100 cảnh sát.
- Pháo hạm từ tàu chiến Hạm đội 7 Hoa Kỳ và không quân Hoa Kỳ với 1.000 máy bay và 100 ném bom chiến lược B-52 yểm trợ. Trong toàn chiến dịch, máy bay Mỹ đã ném xuống 328.000 tấn bom.

### Quân Giải phóng miền Nam Việt Nam
- Các sư đoàn bộ binh: 324, 308, 320B. Đến giai đoạn 2 được tăng cường sư đoàn 304 và sư đoàn 325.
- 2 trung đoàn tăng thiết giáp: 202 và 203, với 136 xe tăng - xe thiết giáp (xe tăng T-34, T-54, PT-76, xe tăng hạng nhẹ kiểu 63, xe thiết giáp BTR-50)
- Một số tiểu đoàn đặc công
- Bốn trung đoàn pháo binh với 408 khẩu gồm: 63 khẩu pháo chiến dịch M-46 130mm, 93 khẩu pháo cấp sư đoàn (122 ly và 105 ly) và 247 khẩu pháo mang vác cỡ nhỏ hơn (sơn pháo 76mm hoặc 85mm, súng không giật 75mm hoặc 82mm, súng cối 120mm...).[8]
- Hai sư đoàn phòng không: sư đoàn 367 và 376 với 3 trung đoàn pháo phòng không 282, 284, 224 và hai trung đoàn tên lửa 238, 237 với tên lửa đất đối không SA-2
- Các lực lượng tại chỗ của B5, B4 và Đoàn 559

Tổng cục Hậu cần quân Giải phóng đã lập kế hoạch tổ chức chi viện cho các chiến trường 163.000 tấn vật chất các loại. Trong đó, chi viện cho Mặt trận Trị - Thiên 16.100 tấn nhằm thực hiện nhiệm vụ giải phóng Quảng Trị, và 9500 tấn cho nhiệm vụ phát triển tiếp theo. Cuối tháng 3/1972, hậu cần chiến dịch đã chuẩn bị được 18.385 tấn vật chất (đạt 112,5% kế hoạch). Ngoài ra, ở tuyến tiền phương có 9.000 tấn dự trữ cho kế hoạch tiếp theo. Trong tháng 4, hậu cần chiến lược đã chi viện cho chiến dịch 4.860 tấn vật chất; hậu cần chiến dịch đã chuyển cho các đơn vị 1.500 viên đạn pháo 122mm, 300 viên đạn pháo 130mm và 6.088 tấn vật chất khác, với tổn thất là 52 xe tải (20% số xe). Trong đợt 2 (từ 2/4 tới 2/5), hậu cần đã cung ứng 7.530 tấn vật chất các loại, trong đó có 3.677 tấn đạn dược, 1.120 tấn xăng dầu, 30 tấn vật tư kỹ thuật, 2.640 tấn lương thực thực phẩm, cứu chữa 4.619 thương binh. Trong đợt 3 (2/5 đến 27/6/1972), hậu cần đã cung ứng 6.600 tấn vật chất trong đó có 1.668 tấn đạn, 1.140 tấn xăng dầu, 3.590 tấn lương thực thực phẩm và cứu chữa 4.203 thương binh. Các trạm sửa chữa xe đã trung tu 311 lượt chiếc, sửa chữa nhỏ 1.452 lượt xe các loại Trong giai đoạn phòng ngự thị xã và Thành cổ Quảng Trị (28-6 đến 16-9-1972), hậu cần cung ứng 12.500 tấn vật chất, trong đó có 4.696 tấn đạn; các trạm bảo đảm kỹ thuật đã sửa chữa được 824 lượt xe ô tô, 151 lượt xe xích và nhiều súng, pháo. Trong giai đoạn phòng ngự tiếp theo (từ ngày 17-9-1972 đến 25-1-1973), hậu cần đã cung ứng 14.600 tấn vật chất, trong đó có 4.271 tấn đạn dược (29,3%), 1.360 tấn xăng dầu (9,3%), 440 tấn vũ khí và vật tư kỹ thuật (3%); 8.320 tấn lương thực thực phẩm (56,9%); cứu chữa 8.967 thương binh
Xét về tương quan lực lượng, quân Giải phóng bất lợi hơn về mọi mặt, cả về quân số lẫn trang bị (ít hơn 2 lần về quân số, ít hơn 5 lần về tăng - thiết giáp, ít hơn tuyệt đối về không quân và hải quân). Tuy vậy, Quân Giải phóng cũng có lợi thế, đó là tinh thần chiến đấu và khả năng chỉ huy tốt hơn Quân lực VNCH, và trong giai đoạn đầu quân Giải phóng nắm thế tiến công bất ngờ.

## Diễn biến
Năm 1972, nhằm tạo áp lực lên bàn đàm phán hiệp định Paris 1973, Quân Giải phóng miền Nam Việt Nam đã mở một chiến dịch lớn đánh vào Quảng Trị (Chiến dịch Trị Thiên), chọc thủng phòng tuyến của Việt Nam Cộng hòa (VNCH), chiếm được thị xã Quảng Trị và thành cổ, tiến đến bờ bắc sông Mỹ Chánh, uy hiếp Thừa Thiên-Huế. Nhận thấy nguy cơ vùng 1 chiến thuật bị mất vào tay Quân Giải phóng miền Nam Việt Nam, tổng thống Nguyễn Văn Thiệu đã huy động toàn bộ lực lượng chiếm lại Quảng Trị với sự yểm trợ của quân Mỹ. Trận chiến diễn ra vô cùng ác liệt và đẫm máu, quân Việt Nam Cộng hòa dưới sự yểm trợ của quân Mỹ (kết hợp pháo hạm và pháo trên bộ, dùng cả B-52 ném bom trải thảm, cứ 30 phút 1 đợt B-52, độ tàn phá bằng 8 quả bom nguyên tử đã thả ở Hiroshima), huy động bộ binh, lính dù, thủy quân lục chiến tấn công dữ dội hòng chiếm lại thành cổ Quảng Trị và cuộc chiến này đã diễn ra suốt 81 ngày đêm từ ngày 28 tháng 6 năm 1972 đến 16 tháng 9 năm 1972, cuối cùng quân Giải phóng chủ động bỏ khu Thành cổ, rút lui về phía bờ bắc sông Thạch Hãn. Từ cuối tháng 9/1972 đến tháng 1/1973, quân Giải phóng tổ chức phòng ngự, đánh bại các cuộc tấn công của QLVNCH để giữ vững nửa phía Bắc tỉnh Quảng Trị cho tới khi Hiệp định Paris được ký kết.

### Giai đoạn 1:Quân Giải phóng miền Nam Việt Namtấn công

#### Bão táp 1
Chiến dịch Xuân - Hè 1972 có 3 chiến trường chính: Quảng Trị, Bắc Tây Nguyên (Kontum - Pleiku), và Đông Nam Bộ (Bình Long, Bình Phước). Trong đó hướng chủ yếu là Quảng Trị.
Sáng ngày 30-3-1972, nhận được tin do lực lượng quân báo mặt trận báo cáo về việc Trung đoàn 56 Quân lực VNCH trên hướng chủ yếu của chiến dịch đang cho các tiểu đoàn vào thay quân ở điểm cao 541 và Đồi Tròn, Bộ Tư lệnh chiến dịch Trị - Thiên thống nhất đề nghị Bộ Tổng Tư lệnh Quân Giải phóng miền Nam Việt Nam cho bộ đội nổ súng vào 11 giờ 30 phút (thay vì 16 giờ của kế hoạch cũ). Đề nghị được chấp nhận. Ngày 31-3-1972, Ban Chấp hành Trung ương Đảng Lao động Việt Nam ra lời kêu gọi: "Trước nhiệm vụ lịch sử trọng đại đối với sự nghiệp kháng chiến chống Mỹ, cứu nước của dân tộc, Trung ương Đảng kêu gọi các cấp ủy đảng, các cấp chỉ huy, toàn thể đảng viên, đoàn viên, cán bộ, chiến sĩ hãy ra sức thực hiện Di chúc thiêng liêng của Hồ Chủ tịch kính yêu, có quyết tâm cao nhất, đem hết sức mình, kiên quyết chiến đấu, cống hiến lớn nhất cho Tổ quốc."
11 giờ ngày 30/3/1972, Tư lệnh mặt trận Lê Trọng Tấn hạ lệnh: "Bão táp I". Mở màn chiến dịch, năm cụm pháo binh gồm hàng trăm khẩu bố trí trận địa từ Trung Hải, Lăng Cô (đông bắc) tới Sa Pa, Ba Hi (hướng nam), với phần tử xạ kích đã được tính toán kỹ, tới tấp nã đạn vào các mục tiêu Dốc Miếu, Dốc Sỏi, Cồn Tiên, miếu Bái Sơn, Đồi Tròn, Đầu Mầu, Tân Lâm, Động Toàn, Đông Hà, Cam Lộ, Ái Tử... Tổng cộng 247 khẩu pháo, súng cối các loại của bộ đội pháo binh đồng loạt bắn vào 19 căn cứ trên tuyến phòng thủ vòng ngoài của địch.
Sau cuộc bắn phá của pháo binh kéo dài 36 tiếng đồng hồ với gần 8.000 viên đạn các loại, các lực lượng binh chủng hợp thành gồm bộ binh, xe tăng xuất phát tiến công. Hỏa lực chế áp của pháo binh tạo điều kiện cho bộ binh và xe tăng Quân Giải phóng miền Nam Việt Nam nhanh chóng xông lên, ấp sát mục tiêu.
- Cánh Bắc do trung đoàn 27 và trung đoàn 48 bộ binh (Sư đoàn 320) đảm nhiệm. Ở hướng tiến công của Trung đoàn 27, pháo vừa chuyển làn, tiểu đoàn 2 đã ào lên đánh chiếm điểm cao 544 chỉ 20 phút. Tiếp đó, Tiểu đoàn 2 tràn xuống bao vây công kích ở Đồi Tròn. Trong lúc hỏa lực súng cối, ĐKZ, 12.7 mm bắn phá mãnh liệt, một bộ phận lực lượng các trung đoàn được lệnh sử dụng hai bộ vũ khí FR đánh phá nhiều lớp rào kẽm gai mở cửa vào căn cứ, bộ đội đánh tràn lên. Đến 10 giờ 30 phút ngày 31-3, Trung đoàn 27 đã chiếm Đồi Tròn, diệt gọn 2 tiểu đoàn và một đại đội thuộc sư đoàn 3 VNCH, đánh thiệt hại nặng một tiểu đoàn và một đại đội khác, bắt sống 130 lính, trong đó có tiểu đoàn trưởng, phá hủy 5 xe tăng, thu một xe tăng M41 và một xe GMC. Hai căn cứ tiền tiêu cực kỳ quan trọng ở bắc đường số 9 đã bị hạ một cách nhanh chóng.

Cùng thời gian này, ở khu vực Cồn Tiên, Đoàn bộ binh 31 nhanh chóng bao vây, chia cắt, tiêu diệt quân cơ động ở vòng ngoài; sau đó, cùng lực lượng vũ trang địa phương vây hãm căn cứ. Lo sợ những đòn tiến công sắp tới, ngay chiều ngày 31-3, quân Việt Nam Cộng hòa ở Cồn Tiên bỏ căn cứ chạy về miếu Bái Sơn, mở đầu cuộc rút chạy trên tuyến phòng thủ vòng ngoài.
- Cánh Tây - cánh trọng yếu của chiến dịch do Sư đoàn 304 đảm nhiệm, sáng 30-3, 11 giờ 45 phút, pháo binh tới tấp dội đạn xuống hàng loạt các căn cứ rải dọc hai bên đường 9, dọc hàng rào điện tử McNamara. Tại khu vực điểm cao 252, chớp thời cơ quân Việt Nam Cộng hòa hoảng loạn do bị hỏa lực pháo binh chế áp, Bộ Tư lệnh Sư đoàn 304 lệnh cho Trung đoàn 66 sử dụng Tiểu đoàn 2 dâng cao đội hình công kích điểm cao này. Sau một ngày chiến đấu quyết liệt, Tiểu đoàn 2 và bộ phận tăng cường đã làm chủ điểm cao 252, diệt và bắt sống 150 lính. Trưa ngày 31-3, Tiểu đoàn 2 và lực lượng phối thuộc tiếp tục tiến công cứ điểm Đầu Mầu, sau hai giờ chiến đấu đã làm chủ căn cứ, diệt gọn Tiểu đoàn 3 Trung đoàn 56 quân lực Việt Nam Cộng hòa. Cùng thời gian, Trung đoàn 24 Sư đoàn 304 ở cánh Tây Bắc cũng xiết chặt vòng vây, công kích mãnh liệt ở Tân Lâm và căn cứ ở điểm cao 241. Trước nguy cơ bị tiêu diệt, toàn bộ trung đoàn 56 Việt Nam Cộng hòa gồm 2.000 quân trong căn cứ Caroll và các trận địa hỏa lực trực thuộc (gồm 4 khẩu pháo 155 ly và 4 khẩu "vua chiến trường" M107 cỡ 175 ly) do viên trung tá Phạm Văn Đính chỉ huy ra đầu hàng quân Giải phóng[14][15][16][17]
- Cánh Đông, Đoàn đặc công hải quân 126 táo bạo tiến công Duyên đoàn 11 quân lực Việt Nam Cộng hòa ở Cảng Cửa Việt, sau đó triển khai đội hình khóa chặt quân cảng này. Căn cứ Dốc Miếu nằm bên trục đường 1 bị pháo ta bắn phá thiệt hại nặng nề và bị vây hãm từ ba phía. Sáng ngày 1-4, Tiểu đoàn 47 Vĩnh Linh phối hợp chặt chẽ với bộ đội đặc công và dân quân, du kích địa phương tiến công tiêu diệt các lực lượng bảo an, dân vệ ở các thôn ấp, tiểu khu, giải phóng quận lỵ Gio Linh, khu tập trung Bến Ngự, Mai Xá Thị, Hà Thượng, Xuân Khánh...
- Cánh Nam do Sư đoàn 324 đảm nhiệm. Gần 11 giờ trưa ngày 30-3-1972, có 2 máy bay trực thăng tiếp tế cho lực lượng đang chốt giữ điểm cao 365. Khi máy may trực thăng vừa đáp xuống hai bãi đỗ thì lệnh tiến công trên toàn tuyến phát ra. Ngay từ loạt đạn đầu, hai chiếc trực thăng và một số mục tiêu lộ đã bị trúng đạn, bốc cháy. Đến 1 giờ, hầu hết hỏa điểm lộ trong căn cứ 365 bị phá. Trung đoàn 1 lần lượt xung phong tiêu diệt những ổ kháng cự. 19 giờ thì làm chủ trận địa. Mất điểm cao 365, quân Việt Nam Cộng hòa ở điểm cao 367 rút chạy về căn cứ Phượng Hoàng.

Cùng thời gian, Trung đoàn 24 Sư đoàn 304 ở cánh Tây Bắc cũng xiết chặt vòng vây, công kích mãnh liệt ở Tân Lâm và căn cứ ở điểm cao 241. Trước nguy cơ bị tiêu diệt, toàn bộ trung đoàn 56 Việt Nam Cộng hòa gồm 2.000 quân trong căn cứ và các trận địa hỏa lực trực thuộc (gồm 4 khẩu pháo 155 ly và 4 khẩu "vua chiến trường" M107 cỡ 175 ly) do viên trung tá Phạm Văn Đính chỉ huy chấp nhận đầu hàng..
Trưởng cố vấn Mỹ của Sư đoàn 3 QLVNCH và tư lệnh sư đoàn lên trực thăng bỏ chạy. Sĩ quan cố vấn Gerry Turley mô tả: "Các sĩ quan tham mưu QĐVNCH và binh sĩ đơn giản bật dậy, chụp lấy đồ dùng cá nhân của mình, rồi chạy ra khỏi boongke. Các sĩ quan cao cấp nhất chạy trước. Các máy truyền tin mặc nhiên bị bỏ lại; bản đồ và tài liệu đã phân loại vẫn nằm tại nơi chúng được sử dụng lần cuối cùng. Trật tự tan chảy thành hỗn loạn khi những con người sợ hãi đã không còn là chiến binh, chạy nhanh đến các xe cộ gần nhất. Những binh sĩ Mỹ hoảng sợ mang đài và thiết bị âm thanh nổi phóng đến bãi đáp gương mặt lộ vẻ tuyệt vọng. Thật là một ngày tối tăm và bi thảm." Tại căn cứ yểm trợ hỏa lực Sarge, phía tây trại Carrol, 1 tiểu đoàn đóng ở đây đã thương vong một nửa quân số và phải bỏ căn cứ, khi bị truy kích thì phần lớn số lính còn lại cũng chạy tán loạn, vứt bỏ cả thương binh
12 giờ 45 phút ngày 2-4, toàn bộ khu vực phòng thủ cánh Tây Bắc của Việt Nam Cộng hòa bị phá vỡ. Đến ngày 4-4-1972, tuyến phòng thủ vững chắc vòng ngoài được gọi là "lá chắn thép" đã bị phá vỡ, buộc Việt Nam Cộng hòa phải bỏ toàn bộ tuyến phòng thủ đường 9 - bắc Quảng Trị và bốn căn cứ trung đoàn, bảy căn cứ tiểu đoàn. Ba huyện Hướng Hóa, Cam Lộ, Gio Linh với hơn mười vạn dân đã thuộc về Quân Giải phóng. Trưa ngày 4/4, Đại tướng Tổng Tư lệnh Võ Nguyên Giáp gọi điện tới Sở chỉ huy chiến dịch biểu dương quân dân Quảng Trị đã đánh thắng trận đầu.

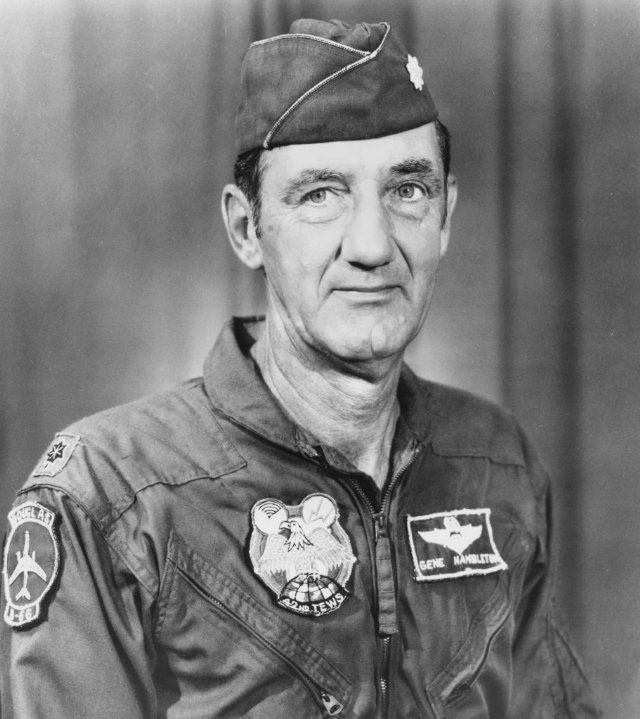
Phi công Iceal Hambleton

Trong 1 diễn biến liên quan, tại Quảng Trị thời điểm này đã xảy ra chiến dịch Bat 21, phi vụ cứu hộ đắt giá nhất của Mỹ trong cuộc chiến Việt Nam. Ngày 2/4, một máy bay tác chiến điện tử EB-66 bị hỏa tiễn SAM-2 của Việt Nam bắn rơi, 5 trên 6 phi công tử trận, chỉ còn Trung Tá Iceal Hambleton nhảy dù an toàn. Từng là phó giám đốc hoạt động của Bộ chỉ huy Không quân Chiến lược Hoa Kỳ, Hambleton nắm nhiều thông tin tối mật về các dự án tên lửa đạn đạo liên lục địa và là chuyên gia về chống tên lửa phòng không, nên Hoa Kỳ quyết không để ông ta bị bắt. Quân Giải Phóng bắt được sóng vô tuyến của quân Mỹ và quyết định dùng Hambleton như là mồi nhử, kết quả là các phi vụ cứu hộ bằng đường không của Mỹ bị phục kích và thiệt hại nặng. Sau 10 ngày sử dụng hơn 850 phi vụ cấp cứu, yểm trợ và hàng triệu USD bom đạn mà vẫn vô ích, sau cùng Mỹ phải cử 1 toán biệt kích đi luồn rừng mới giải cứu được Hambleton vào ngày 14/4. Nhưng cái giá phải trả là rất đắt: 6 máy bay bị bắn rơi (2 trực thăng UH-1, 1 trực thăng CH-53 Sea Stallion, 2 máy bay trinh sát OV-10 Bronco, 1 chiếc A-1 Skyraider), hơn 10 máy bay khác bị hư hại, 11 quân nhân tử trận, hai phi công bị bắt sống
Mặt khác, trong quá trình giải cứu, chỉ huy Mỹ đặt ra một vùng không bắn phá (no fire zone) với bán kính 24 km quanh Hambleton để tránh bắn nhầm, kết quả là quân Giải phóng trong khu vực này thoải tác chiến mà không cần ẩn nấp trước hỏa lực Mỹ. Để giải cứu cho Hambleton, quân Mỹ đã mặc kệ tình hình nguy cấp của quân VNCH trong khu vực này, kết quả là Sư đoàn 3 QLVNCH đã phải trả giá đắt. Các sĩ quan của Sư đoàn 3 VNCH đã tỏ ra phẫn nộ trước việc Không quân Mỹ bỏ mặc hàng ngàn binh sĩ của họ chỉ vì 1 phi công, nhưng điều này không có tác dụng vì quyền quyết định thuộc về bộ chỉ huy Mỹ

#### Bão táp 2
Bị mất tuyến phòng thủ vòng ngoài, quân Việt Nam Cộng hòa vội vã tăng cường lực lượng đối phó. Ngày 2 tháng 4 năm 1972, Tổng thống Nguyễn Văn Thiệu từ Sài Gòn bay ra Huế thị sát và vội mở cuộc họp với các Tư lệnh quân khu, sư đoàn, lữ đoàn để bàn cách cố thủ. Ngày 4 tháng 4, Mỹ cho không vận lữ đoàn 369 thủy quân lục chiến từ Sài Gòn ra Mỹ Chánh. Ngày 5 tháng 4, điều tiếp ba liên đoàn biệt động quân số 4, 5, 6 từ quân khu 2, quân khu 4 ra tăng cường cho Đông Hà, Quảng Trị. Như vậy chỉ trong hai ngày, bằng sự nỗ lực cao nhất, quân đội Sài Gòn đã điều thêm 9 tiểu đoàn tới chiến trường nóng bỏng Quảng Trị.
15 giờ ngày 8-4, pháo binh Quân Giải phóng miền Nam Việt Nam thực hiện kế hoạch "Bão táp 2", giáng xuống các sở chỉ huy, trận địa pháo, kho tàng, vị trí tập kết ở Đông Hà, Ái Tử... tổng cộng 2.713 viên đạn pháo cỡ lớn.
5 giờ sáng ngày 9 tháng 4 năm 1972, trên hướng Đông Hà do Sư đoàn 308 đảm nhiệm, Trung đoàn 36, Trung đoàn 102 được 2 đại đội xe tăng yểm trợ đã đột phá mãnh liệt trên một cánh cung dài khoảng 8 km từ chùa Tám Mái tây bắc Đông Hà đến điểm cao 32, qua dãy Động Quai Vạc. Sau 2 giờ chiến đấu đã chiếm được một số mỏm đồi phía bắc và phía tây, tiêu diệt một loạt tổ chốt hỗn hợp bộ binh và xe tăng. Nhưng sau đó, quân đội Sài Gòn phản kích quyết liệt. Trung đoàn 36 phải điều phân đội xe tăng dự bị từ phía sau lên tổ chức đột phá nhưng bị 8 xe tăng M48 Patton của đối phương bí mật mai phục trong công sự bắn cháy 5 xe tăng T-54 và bắn hỏng 1 xe khác, phải dừng tiến công (để truyên truyền, quân đội Sài Gòn phóng đại rằng trong trận này họ đã bắn cháy tới 16 xe tăng T-54 và thu giữ 1 xe khác).
Ở phía tây Ái Tử, 5 giờ sáng ngày 9 tháng 4, Trung đoàn 24, Sư đoàn 304 được xe tăng yểm trợ đánh chiếm căn cứ Phượng Hoàng. Chiều hôm đó, Việt Nam Cộng hòa phản kích chiếm lại căn cứ.
Như vậy qua hai ngày chiến đấu, tiến công quân địch trên tuyến phòng thủ Đông Hà, Ái Tử, Quảng Trị, các đơn vị Quân đội Nhân dân Việt Nam không những không làm chủ được các mục tiêu được giao, ngược lại còn bị tổn thất về sinh lực và phương tiện chiến đấu. Bộ Tư lệnh chiến dịch chỉ đạo các đơn vị rút kinh nghiệm, đặc biệt là khắc phục tư tưởng chủ quan, nóng vội, không nắm chắc địch. Tướng Lê Trọng Tấn chỉ đạo: Đối với các cụm Đông Hà, Ái Tử không dùng lối đánh ồ ạt chớp nhoáng, mà phải đánh nhiều đòn liên tục, làm rạn vỡ từng đoạn, tiến tới đập tan bằng một đòn quyết định.
Thực hiện chủ trương của Tư lệnh chiến dịch, từ ngày 10 đến ngày 25 tháng 4, Quân Giải phóng miền Nam Việt Nam một mặt vừa chuẩn bị cơ sở vật chất cho một đợt chiến đấu lớn, mặt khác, tổ chức những trận đánh nhỏ và vừa nhằm tiêu hao sinh lực địch, giữ vững vị trí đứng chân.
Từ ngày 12 đến ngày 25-4-1972, trên hướng Đông Hà, Sư đoàn 308 chỉ thị cho Trung đoàn 36 chốt giữ khu vực Tây Trì tổ chức các trận đánh tập kích tiêu hao lực lượng bộ binh và xe tăng, sau đó tiến công tiêu diệt Tiểu đoàn 2 Trung đoàn 57 quân Sài Gòn ở điểm cao 30, 28. Trung đoàn 102 khẩn trương xây dựng lực lượng mạnh để đột phá các mục tiêu chủ yếu, trước mắt tổ chức đánh nhỏ lẻ bóc vỏ các điểm cao 25, 30, 36; tạo lập bàn đạp chuẩn bị đột phá phía nam Đông Hà và bắc cầu Lai Phước. Trung đoàn 48 (đơn vị tăng cường) tích cực hoạt động ở tây và nam Tân Vĩnh. Trung đoàn 58 pháo binh đưa Tiểu đoàn 10 lựu pháo 122 ly vào động Quai Vạc để vươn tầm bắn tới thị xã Quảng Trị.
Trên hướng Ái Tử, Trung đoàn 9 Sư đoàn 304 đánh một số trận vào An Đông, Nhan Biều, áp sát cầu Quảng Trị. Ngày 10-4-1972, tại cầu Quảng Trị đã diễn ra trận chiến đấu ác liệt của Trung đội 2 (thuộc C11 D3 E9 F304), do Trung đội trưởng - thượng sĩ Mai Quốc Ca chỉ huy. Sau khi cùng đại đội đánh sập cầu Quảng Trị, Trung đội 2 đã bám trụ tại đây, đương đầu với 3 tiểu đoàn (có xe tăng, máy bay, pháo binh yểm trợ). Với 20 tay súng, trong suốt một ngày cán bộ, chiến sĩ Trung đội 2 đã đẩy lùi nhiều đợt tiến công. 19 chiến sĩ đã hy sinh, 1 bị bắt sau khi đã hạ khoảng 100 lính và diệt 1 xe quân sự. Trung đội 2 được trao tặng danh hiệu "Trung đội 1 thắng 100" - Trung đội Mai Quốc Ca.
Quân đội Sài Gòn cũng thay đổi chiến thuật phòng ngự, kết hợp giữa xe tăng và bộ binh tạo thành từng cụm phòng ngự di động, luôn thay đổi vị trí, tránh bị tập kích diệt gọn. Để đánh bại chiến thuật "trâu rừng", "xe tăng bầy", "vỏ thép cứng di động" và phá vỡ hệ thống phòng ngự này, Bộ Tư lệnh chiến dịch quyết định tạm ngừng tiến công, mở một đợt "đệm", phát động phong trào "săn xe tăng địch", tổ chức các trận đánh nhỏ, vừa tiêu hao sinh lực địch vừa khẩn trương chuẩn bị cho cuộc tiến công quyết định. Ngày 27/4/1972, xe tăng T-54 của Quân Giải phóng dùng chiến thuật bí mật áp sát đã bắn cháy hàng loạt xe tăng địch, trong đó có nhiều chiếc M48 Patton, trong đó riêng Đại đội trưởng Nguyễn Văn Thái với 7 phát đạn đã diệt được 5 chiếc ở Tây Đông Hà, khiến quân địch phòng ngự trên dãy điểm cao 32, 37 kéo nhau bỏ chạy.
Đặc biệt, trong đợt hoạt động này, lần đầu tiên Quân Giải phóng miền Nam Việt Nam đưa vào sử dụng tên lửa chống tăng AT-3 Sagger (VN gọi là B-72), gồm 23 bảng bắn, 50 bệ, 500 viên đạn cùng với hỏa lực B-40, B-41, ĐKZ, sơn pháo 85 ly để diệt xe tăng. Trong trận đánh ngày 23-4, các khẩu đội B-72 Lục Vĩnh Tưởng và Lê Văn Trung, với 32 viên đạn và được sự hỗ trợ đắc lực của các phân đội bộ binh, bắn cháy 14 xe tăng, xe thiết giáp, trong đó có 5 chiếc tăng hạng nặng M48 Patton và 3 chiếc M-113.

#### Bão táp 3
5 giờ sáng ngày 27/4, quân Giải phóng mở đợt tiến công quyết định chiến trường. Mục tiêu là tiêu diệt tập đoàn phòng ngự mạnh của địch ở Đông Hà, Ái Tử, La Vang - Quảng Trị, hỗ trợ cho nhân dân Triệu Phong, Hải Lăng nổi dậy, giải phòng hoàn toàn tỉnh Quảng Trị, sau đó nắm thời cơ, phát triển tiến công địch ở Thừa Thiên.
Sáng ngày 28-4-1972, cuộc tiến công quy mô lớn tiếp tục diễn ra. Mở màn, pháo binh chiến dịch trút đạn xuống trận địa. Bốn cụm mục tiêu Đông Hà, Ái Tử, La Vang, thị xã Quảng Trị chìm trong khói lửa. Nửa giờ sau, các sư đoàn bộ binh, các trung đoàn độc lập có xe tăng yểm trợ đồng loạt tiến công. Hướng Sư đoàn 304, Trung đoàn 24 đang triển khai đội hình phát triển vào Ái Tử thì cụm hỗn hợp bộ binh và xe tăng chốt vòng ngoài ngăn chặn. Chỉ huy Trung đoàn cho một phân đội dựa vào bình đội khuất, vòng trái nổ súng thu hút địch. Quân Việt Nam Cộng hòa cho 10 xe tăng, xe thiết giáp và nhiều bộ binh dàn hàng ngang xông thẳng vào phân đội nghi binh. Theo kế hoạch hiệp đồng, hai tiểu đội tên lửa chống tăng B-72 được lệnh phát hỏa. Sáu chiếc xe tăng M48 Patton bốc cháy. Những chiếc xe còn lại vội vã quay đầu rút lui. Cùng lúc, Trung đoàn 48 (sau khi tiêu diệt căn cứ Tân Vĩnh ngày 27-4) đã chia làm hai mũi, một mũi phát triển xuống phía nam Tân Vĩnh hỗ trợ lực lượng vũ trang địa phương giải phóng xã Triệu Giang, Triệu Ái (Triệu Phong); một mũi tiến xuống nam cầu Lai Phước tiêu diệt các ổ kháng cự trên đưởng rồi thọc thẳng ra sân bay.
10 giờ, pháo binh chiến dịch bắn phá mãnh liệt khu vực cầu Lai Phước. Pháo vừa dứt, bộ binh và thiết giáp của Trung đoàn 102 ồ ạt phát triển qua đường sắt, chiếm khu vực ven sông, khống chế hai đầu cầu, bắn cháy một lúc ba xe tăng. Tổ bộc phá công binh cảm tử bao gồm Bùi Minh Quyết, Hoàng Xuân Lạng, Phạm Công Dũng thay nhau lao lên mặt cầu liên kết và cho nổ khối bộc phá 120 kg, phá sập cầu Lai Phước. Cầu Lai Phước bị cắt đứt báo hiệu giờ cáo chung của căn cứ Đông Hà. Trước 30-4, Quân Giải phóng miền Nam Việt Nam chiếm thị xã Đông Hà, ngày 30/4 chiếm Thị xã Quảng Trị, thu được khá nhiều xe tăng, pháo, đạn dược và sử dụng ngay vào cuộc chiến.
Ngày 1-5, các cụm cứ điểm ở bắc sông Thạch Hãn bị thất thủ, quân Việt Nam Cộng hòa ở thị xã Quảng Trị hoang mang cực độ, bắt đầu "rút lui theo kế hoạch", nhưng bị Sư đoàn 324 chặn đánh quyết liệt ở cầu Nhùng, cầu Bến Đà, cầu Đài. Hơn 100 xe tăng - thiết giáp dồn ứ tại La Vang Thượng. Quân Giải phóng điều Sư đoàn 324 (thiếu) cắt đường số 1. Trong 3 ngày từ 30/4 tới 2/5, pháo binh quân Giải phóng liên tục bắn vào các toán quân địch đang rút chạy trên Đường số 1 chạy vào Huế. Lúc 12 giờ ngày 1/5, đài quan sát pháo binh chiến dịch phát hiện hàng trăm xe tập trung ở La Vang, Bộ Chỉ huy chiến dịch lệnh cho các đơn vị pháo binh 38, 164, 368, BM, 14 tập trung hỏa lực bắn vào La Vang Thượng, đạn pháo khiến hàng chục xe quân sự (khoảng 50 chiếc) bốc cháy. Khi qua cầu Nhùng, cầu Mỹ Chánh, thêm 80 xe các loại bị pháo binh quân Giải phóng bắn cháy, hàng trăm binh lính bị thương vong
Không thực hiện được ý định "rút lui có tổ chức", gần 20.000 quân Sài Gòn phải vứt bỏ lại toàn bộ xe pháo, tan rã không còn hàng ngũ. Sư đoàn 3 Việt Nam Cộng hòa phải rút hết các lực lượng còn lại về bên kia sông Mỹ Chánh. Trung đoàn xe tăng số 20 gồm 57 xe tăng M48 Patton (loại hiện đại nhất của Mỹ thời bấy giờ), đến ngày 30/4/1972 chỉ còn lại 16 xe tăng, và đến này hôm sau thì toàn bộ số xe tăng còn lại này cũng bị các tổ lái vứt bỏ. Đến ngày 2-5-1972, tỉnh Quảng Trị được hoàn toàn giải phóng.
Các cố vấn Mỹ lên máy bay chạy về Sài Gòn. Viên chuẩn tướng Vũ Văn Giai, Tư lệnh Mặt trận Quảng Trị cũng dùng trực thăng chạy về Đà Nẵng. Trước thất bại nặng ở Trị - Thiên (đặc biệt là Quảng Trị), Vũ Văn Giai Tư lệnh sư đoàn 3 Bộ binh bị cách chức và bị tòa án binh kết án 6 năm tù. Nguyễn Văn Thiệu cũng cách chức Hoàng Xuân Lãm - Tư lệnh Quân khu 1, đưa Ngô Quang Trưởng - Tư lệnh Quân khu 4 ra thay, đồng thời điều thêm 5 lữ đoàn, trung đoàn từ Sài Gòn và Đà Nẵng ra Huế lập tuyến phòng thủ mới kéo dài từ nam sông Mỹ Chánh đến tây đường 12, hòng ngăn chặn quân Giải phóng tiến công vào Huế, tạo lập bàn đạp phản kích, lấn chiếm lại vùng vừa rơi vào tay Quân giải phóng.

#### Tổng kết đợt 1
Nhìn chung cuộc tấn công của Quân Giải phóng miền Nam Việt Nam đã đạt thành công lớn. Toàn bộ phòng tuyến phía Bắc Quảng Trị do Hoa Kỳ và Việt Nam Cộng hòa dày công xây dựng đã bị chọc thủng, cùng với đó là tổn thất nặng nề về quân số và trang bị. Chỉ tính riêng Lữ đoàn 1 thiết giáp thuộc Sư đoàn 3 Việt Nam Cộng hòa đã tổn thất như sau: 1.171 chết, mất tích hoặc bị thương, mất 43 xe tăng M48 Patton (loại xe tăng hiện đại bậc nhất của Mỹ khi đó), 66 xe tăng M41 và 103 xe thiết giáp M113. Các đơn vị pháo binh của quân Việt Nam Cộng hòa bị mất 140 đại bác các loại. Trung đoàn xe tăng số 20 gồm 57 xe tăng M48 Patton (cũng thuộc Sư đoàn 3 VNCH) thì bị mất toàn bộ số xe.

Chỉ trong hơn 2 tháng tiến công, Quân Giải phóng miền Nam Việt Nam tuyên bố đã diệt và làm bị thương 27.458 lính, bắt 3.388 lính, trong đó có Sư đoàn 3 Bến Hải, Lữ đoàn 147 TQLC, 2 liên đoàn biệt động quân, 4 thiết đoàn và nhiều đơn vị khác bị thiệt hại nặng. Phá hủy hoặc thu giữ 636 xe tăng, xe thiết giáp (thu 36 xe), 1.870 xe quân sự, 429 pháo hoặc súng cối các loại, bắn rơi và phá hủy 340 máy bay, thu gần 3000 súng bộ binh, 310 máy vô tuyến điện. Tổn thất của Quân Giải phóng chỉ ở mức khá nhẹ (khoảng 2.000 hy sinh và 4.619 bị thương). Bộ chỉ huy nhận định: 
"Chiến dịch tiến công Trị - Thiên (Hè 1972) đạt hiệu quả lớn. Trên chiến trường miền Nam lần đầu tiên ta đã tiêu diệt một bộ phận quan trọng sinh lực và phương tiện chiến tranh, tiêu diệt nhiều trung đoàn, đánh quỵ một sư đoàn quân ngụy, lần đầu tiên ta giải phóng hoàn toàn một tỉnh Quảng Trị"
Tại Sài Gòn, đại tướng Creighton Abrams vô cùng tức giận khi các tướng QLVNCH đổ lỗi thất bại cho việc thiếu vũ khí và trang bị. Ông quát tháo QLVNCH: "Họ không mất xe tăng vì bị quân địch phá hủy. Họ mất xe tăng vì, mẹ kiếp, họ vứt bỏ chúng. Như vậy, chết tiệt, cho dù có xe tăng IS-3, nó cũng chẳng ích lợi gì." Abrams cũng to tiếng với Tổng thống Nguyễn Văn Thiệu và tham mưu trưởng Cao Văn Viên: "Trang thiết bị không phải là điều các ông cần. Cái các ông cần là những sĩ quan chỉ huy và binh sĩ dám chiến đấu... Các ông đã nhận được mọi trang bị cần thiết... Các ông đã đánh mất gần hết đại bác vì chúng bị vứt bỏ."
Tuy nhiên phía Quân Giải phóng sau các trận đánh cũng bị hao hụt nhiều về dự trữ đạn dược. Không quân Hoa Kỳ oanh tạc các tuyến vận tải kể cả ở miền Bắc, đánh vào các căn cứ tập kết quân, kho hàng, đường giao thông nên Quân Giải phóng không kịp bổ sung hậu cần, đặc biệt là đạn pháo và nhiên liệu cho xe tăng. Đặc biệt các đơn vị tập kết ở phía tây Huế để chuẩn bị tấn công còn thiếu cả đường đưa xe pháo vào vị trí tập kết, Cầu Quảng Trị qua sông Mỹ Chánh đã bị quân Mỹ cho đặt thuốc nổ phá hủy khiến xe tăng không vượt sông được.
Nhân lúc Quân Giải phóng miền Nam Việt Nam không đủ sức tấn công tiếp, quân Việt Nam Cộng hòa với phương tiện vận chuyển và tiếp tế hậu cần dồi dào do Hoa Kỳ cung cấp đã đưa được 2 sư đoàn Dù và Thủy quân lục chiến (mỗi sư đoàn có trên 15.000 quân) ra Vùng 1 cùng với sư đoàn 3 vừa tái tổ chức, đưa lực lượng quân chính quy ở Thừa Thiên Huế từ 2 sư đoàn tăng lên 4 sư đoàn. Sư đoàn trừ bị chiến lược Thủy Quân Lục Chiến được trực thăng chở ra để lập thành phòng tuyến để ngằn chặn bộ binh và xe tăng Quân Giải phóng. Các đơn vị pháo binh, tăng - thiết giáp của QLVNCH cũng được Hoa Kỳ tái bổ sung số trang bị đã mất. Tướng Thomas Bowen, cố vấn quân sự Mỹ tại Quân khu 1 cho biết, quân Mỹ đã lập cầu vận tải khẩn cấp để thay thế số lượng xe tăng và đại bác mà QLVNCH bị mất tại Quảng Trị. Hàng trăm đại bác được chở thẳng từ Mỹ sang, hàng trăm xe tăng - xe thiết giáp được tàu hải quân chở từ căn cứ Mỹ tại Nhật Bản tới. Quân VNCH với sự hỗ trợ của không quân, hải quân Mỹ chuẩn bị tổ chức phản kích.

### Giai đoạn 2: Quân đội Hoa Kỳ và Việt Nam Cộng hòa phản kích
Trước những tổn thất to lớn về lực lượng và phương tiện chiến tranh, đặc biệt là việc để mất tỉnh Quảng Trị, quân lực Việt Nam Cộng hòa (QLVNCH) tỏ ra hoang mang, dao động mạnh. Tổng Tham mưu trưởng QLVNCH, tướng Cao Văn Viên viết: "Cuộc tiến công 1972 của địch đã làm nổi bật lên một cách bi thảm nhất sự yếu kém cơ bản của quá trình Việt Nam hóa"
Để cứu nguy cho Quân lực Việt Nam Cộng hòa, ngày 2-4-1972, Tổng thống Hoa Kỳ Richard Nixon quyết định sử dụng một lực lượng lớn không quân và hải quân Mỹ trở lại đánh phá dữ dội miền Bắc. Trên chiến trường miền Nam, không quân và hải quân Mỹ cũng được huy động tối đa để bắn phá nhằm tiêu hao sinh lực và ngăn chặn các cuộc tiến công của Quân Giải phóng miền Nam Việt Nam, chi viện cho QLVNCH hòa phản kích chiếm lại các vị trí đã mất.
Hoa Kỳ tiến hành chiến dịch tiếp vận quy mô lớn để bổ sung cho những thiệt hại của quân VNCH thông qua 2 chiến dịch Tăng cường (Operations Enhance và Enhance Plus), được tiến hành từ tháng 5 đến tháng 12 năm 1972. Tổng thống Hoa Kỳ Richard Nixon vào ngày 17/5 đã chỉ đạo phải cung cấp tối đa trang bị và vật chất cho quân VNCH càng nhanh càng tốt. Cụ thể: 
- "Chiến dịch Tăng cường" đã cung cấp cho quân VNCH hàng nghìn vũ khí chống tăng, 69 trực thăng, 55 máy bay chiến đấu phản lực, 100 máy bay khác và 7 tàu tuần tra[30] Trang bị cho lục quân bao gồm 2 tiểu đoàn pháo phòng không, 3 tiểu đoàn pháo tự hành 175mm, 2 tiểu đoàn xe tăng M48A3 và 141 bệ phóng tên lửa chống tăng BGM-71 TOW[31]:511
- "Chiến dịch Tăng cường Plus" từ tháng 10 tới tháng 12/1972 cũng viện trợ rất lớn, bao gồm 234 máy bay chiến đấu phản lực F-5A và A-37 Dragonfly, 32 máy bay vận tải C-130, 277 trực thăng UH-1H , 72 xe tăng, 117 xe bọc thép chở quân, nhiều đại bác và 1.726 xe tải[31]:512 Chi phí trang bị lên tới khoảng 750 triệu đôla (~7 tỷ đôla thời giá năm 2023).
- Ngoài ra, khi hai sư đoàn Hàn Quốc (khoảng 38.000 quân) rút khỏi Việt Nam thì phần lớn trang bị của họ cũng được trao lại cho quân VNCH. Thêm nữa, trong quá trình quân viễn chinh Mỹ rút khỏi Việt Nam, phần lớn vũ khí trong các căn cứ Mỹ đều được chuyển giao cho quân VNCH chứ không đưa về Mỹ[32] Kết quả của số viện trợ rất lớn này là quân VNCH vào cuối năm 1972 đã có lực lượng không quân lớn thứ 4 và lục quân lớn thứ 5 trên thế giới xét về số lượng trang bị.

Kế hoạch tái chiếm Quảng Trị theo kế hoạch gồm 3 giai đoạn.
- Từ 1 tới 10 tháng 6: Tướng Trưởng cho thay đổi các lực lượng trên những vị trí tiền phương, Mỹ sẽ giúp không vận các đơn vị dự bị chiến lược được trang bị và huấn luyện tốt từ Sài Gòn ra tăng cường.
- Từ 11 tới 18-6: Sư đoàn 1 tấn công vào căn cứ Veghel trong khi Sư đoàn Thủy quân lục chiến và Sư đoàn Dù tấn công dò hướng bắc Mỹ Chánh dễ thăm dò lực lượng địch.
- Từ 19 đến 27-6: Việt Nam Cộng hòa sẽ nghi binh để đánh lừa các lực lượng đối phương về thời điểm và hướng tiến quân. Mục tiêu là đẩy lùi Quân Giải phóng miền Nam Việt Nam ra phía bắc sông Thạch Hãn, sau đó sẽ tấn công Cam Lộ và đổ bộ lên Cửa Việt và khoảng giữa tháng 7.
- Trong các giai đoạn, Không quân và hải quân Mỹ sẽ huy động tối đa máy bay ném bom hạng nặng B-52, máy bay cường kích và pháo hạm bắn phá nhằm yểm trợ cho lực lượng trên bộ.
- Xem chi tiết: Trận Thành cổ Quảng Trị

Quân Giải phóng phòng ngự Quảng Trị do Thiếu tướng Trần Quý Hai làm Tư lệnh, Trung tướng Song Hào làm chính ủy, Bí thư Đảng ủy Mặt trận. Để bảo vệ Thành Cổ, quân Giải phóng có 2 sư đoàn bộ binh (325, 312), Trung đoàn 27 và 6 trung đoàn bộ binh độc lập, 3 trung đoàn pháo binh, 4 trung đoàn pháo cao xạ, Trung đoàn Tên lửa Phòng không 236, Trung đoàn Thiết giáp 203, 2 trung đoàn Công binh, 5 tiểu đoàn đặc công vào Quảng Trị, kết hợp với sự tham gia của lực lượng vũ trang trên địa bàn.
Ngày 28/6, quân Việt Nam Cộng hòa mở cuộc hành quân "Lam Sơn 72" với sư đoàn dù (3 lữ đoàn), sư đoàn Thủy quân lục chiến (3 lữ đoàn), Liên Đoàn Biệt Động Quân, Liên đoàn 81 Biệt cách dù, Lữ đoàn 1 Kỵ Binh vượt sông Mỹ Chánh tiến về Quảng Trị dưới sự yểm trợ mãnh liệt của pháo binh, B52, không quân Mỹ và VNCH, hải pháo của Hạm đội 7 Hoa Kỳ.
Hai ngày trước cuộc tấn công, pháo đài bay B-52, Hải pháo, Không quân chiến thuật và pháo binh oanh kích dữ dội các vùng tập trung quân của Quân Giải phóng. Chiến dịch Lam Sơn 72 gồm 2 gọng kìm và một nỗ lực phụ Tây Nam Huế, Sư đoàn Dù tấn công từ Tây Nam Quốc lộ 1 về La Vang, sư đoàn TQLC tiến quân bên phải hướng Bắc Quốc lộ một trong khi đó Sư đoàn 1 có nhiệm vụ kìm chặt Quân Giải phóng tại Tây Nam Huế, Sư đoàn 3 bảo đảm an ninh Đà Nẵng, Sư đoàn 2 lùng diệt đối phương tại Quảng Ngãi.
Khi Chiến dịch Lam Sơn 72 bắt đầu thì các đơn vị Dù và TQLC đều tiến hành chậm hơn dự định. Tại Thạch Hãn, Quân Giải phóng miền Nam Việt Nam phản ứng dữ dội, quyết tâm cố thủ. Được pháo binh yểm trợ mạnh, một tiểu đoàn TQLC được trực thăng vận về Đông Bắc thành phố để cắt đường tiếp vận của đối phương. Quân Giải phóng quyết tâm tử thủ khu thành cổ Quảng Trị, khiến các mũi tấn công của Việt Nam Cộng hòa bị khựng lại.
Tướng Ngô Quang Trưởng quyết tâm tái chiếm Quảng Trị, đến giữa tháng 7 sư đoàn TQLC được giao nhiệm vụ này, thay thế sư đoàn Dù đã bị thiệt hại nặng. Sư đoàn TQLC được giao trách nhiệm tiêu diệt Quân Giải phóng miền Nam Việt Nam trong thành cổ, nhưng vì Quân Giải phóng cố thủ rất kiên trì nên mục tiêu chiếm thành cổ trong 2 tuần rốt cuộc đã bị kéo dài thành 12 tuần. Theo kế hoạch, QLVNCH phải chiếm xong thành cổ vào cuối tháng 6, thực tế phải đến giữa tháng 9 mới hoàn thành, khi đối phương đã rút quân.
Quân Giải phóng miền Nam Việt Nam đã tăng cường liên tiếp cho quân đóng trong Thành cổ để chống lại lần lượt 2 Sư đoàn tổng trừ bị của Việt Nam Cộng hòa được hỏa lực Mỹ chi viện tối đa. Hai bên đụng độ dữ dội, pháo kích dữ dội hàng nghìn quả mỗi ngày lên một khu vực có diện tích chỉ vài km vuông. Đại bác và phi cơ Mỹ ném xuống lượng bom đạn tương đương 7 quả bom nguyên tử. Mỗi ngày, khu vực Thành cổ hứng chịu 8.000 - 15.000 viên đạn pháo, có ngày hơn 30.000 viên (cao điểm là 30 và 31/7 bắn khoảng 36.000 viên mỗi ngày), số phi vụ rải bom của B-52 tăng lên 60-70 lần/ngày, số phi vụ máy bay phản lực thả bom vào khu vực Thành cổ cũng tăng lên 40-60 lần/ngày. Trong khi ấy Quân đoàn 1 Việt Nam Cộng hòa tấn công liên tục, các đơn vị tiền phương được hoán chuyển liên tục để bổ sung thiệt hại. Tướng Trưởng định xin tăng viện một sư đoàn từ Vùng 4 nhưng hoàn cảnh không cho phép. Sự tập trung nhiều đơn vị quân Giải phóng tại Quảng Trị đã trở thành mục tiêu cho máy bay B-52 trải thảm, không quân chiến thuật và pháo binh Hoa Kỳ oanh kích bắn phá. Hoa Kỳ cho rằng đó là sai lầm chiến thuật của Quân Giải phóng, nhưng phía Quân Giải phóng thì cho rằng nỗ lực đó là cần thiết để duy trì thế mạnh của họ tại bàn đàm phán ở Paris.
Ngày 11-7, thủy quân lục chiến Mỹ tiến hành trực thăng vận đưa 840 lính của Tiểu Đoàn 1 TQLC QLVNCH (biệt danh "Quái Điểu") và 5,5 tấn vũ khí đổ xuống Triệu Phong nhằm cắt đứt tiếp vận từ căn cứ Cửa Việt đến Thị xã và Thành cổ Quảng Trị. Đoàn trực thăng vận tải của Mỹ có 30 chiếc: 6 chiếc CH-53 chở 50 lính/chiếc, 22 chiếc CH-46 chở được 20 lính/chiếc, và 2 chiếc UH-1E, ngoài ra còn có 6 trực thăng vũ trang của lục quân Mỹ bay theo hộ tống Mặc dù đã oanh tạc trước bằng pháo binh và B-52, đoàn trực thăng vẫn bị đón đánh bởi súng bộ binh và 1 quả tên lửa vác vai SA-7. Trong vòng 15 phút, 29 trực thăng trúng đạn, trong đó 3 chiếc hỏng nặng phải hạ cánh khẩn cấp ra tàu Mỹ ngoài biển, 3 chiếc CH-46 rơi, 1 chiếc CH-53 khác nổ tung ngay trên trời bị do trúng tên lửa SA-7 (56 lính và phi công trên chiếc CH-53 này chỉ còn 10 sống sót). Cuộc đổ quân khiến Tiểu Đoàn 1 bị mất trên 100 lính chết hoặc bị thương khi chưa kịp giao chiến. Sau 3 ngày giao tranh liên tục, Tiểu Đoàn 1 thiệt hại nặng phải rút về, Tiểu Đoàn 2 (biệt danh "Trâu Điên") lên thay thế. Quân VNCH bắc cầu phao qua sông Vĩnh Định để cho các chiến xa M48 Patton của Thiết Đoàn 20 tiến vào

"Nụ cười bên thành cổ Quảng Trị" của chiến sĩ quân Giải phóng, tác giả Đoàn Công Tính

Thời hạn chiếm Thành cổ là ngày 13/7 đã sắp hết mà QLVNCH vẫn chưa chiếm được một góc thành nào. Đêm 12-7-1972, tướng Trưởng ra lệnh cho quân dù phải cắm được cờ trong Thành cổ. Rạng sáng 14 tháng 7, một đội biệt kích VNCH đột nhập vào phía đông Thành cổ bằng cách luồn qua một khu nghĩa địa Thiên chúa giáo phía Nhà thờ Tri Bưu rồi men theo các đường cống thoát nước để leo lên Thành cổ, định cắm cờ và chụp ảnh để tuyên truyền, nhưng chưa kịp cắm thì bị quân Giải phóng phát hiện và tiêu diệt một số, số còn lại vứt lá cờ bỏ chạy. Do không thực hiện được mục tiêu "cắm cờ" trên Thành Cổ trước ngày 13-7, quân VNCH phải đắp một ụ thành giả tại làng Trâm Lý (cách Thành Cổ Quảng Trị hơn 2 km) rồi quay phim chụp ảnh, tuyên bố đã "chiếm lại được Thành Cổ Quảng Trị" tại Hội nghị Paris. Điều này cho thấy tầm quan trọng của việc làm chủ Thành Cổ Quảng Trị trong thời điểm Hội nghị Paris đang trong thời điểm đàm phán gay go.
Đến 27/7 Thủy quân lục chiến QLVNCH đổ 2 tiểu đoàn xuống huyện Triệu phong phía sau để cắt đường tiếp tế, đồng thời hoả lực không quân/pháo binh bắn phá phía sau để ngăn chặn việc tiếp tế của đối phương. Tại thành cổ có lúc bộ đội bổ sung 100 tay súng mỗi ngày nhưng cũng không đủ thay thế tổn thất, thành cổ mỗi bề khoảng 500 mét đã hứng chịu hoả lực khủng khiếp của cả đôi bên. Những cuộc đọ súng ác liệt trong thị xã khiến QLVNCH thiệt hại rất nhiều mà không đẩy lui được đối phương ra khỏi trận địa chính.
Riêng trong tháng 7, Hoa Kỳ đã thực hiện 5.461 phi vụ chiến thuật và 2.054 phi vụ B-52 rải thảm, hải quân Hoa Kỳ cũng vận hành 5 tàu sân bay để hỗ trợ cuộc phản công:212 Lượng bom mà máy bay Mỹ thả xuống Quảng Trị ước tính khoảng 75.000 tấn chỉ riêng trong tháng này.
Chiến dịch tấn công đã kéo dài 10 tuần, đến tháng 9 vẫn không được kết quả cụ thể nào. Dựa vào hỏa lực yểm trợ không giới hạn của Hoa Kỳ, QLVNCH quyết định tiếp tục tràn vào tấn công. Còn Quân Giải phóng miền Nam Việt Nam, sau hơn 2 tháng rưỡi phòng ngự, đã tính đến hướng rút lui theo lệnh của tướng Trần Quý Hai vào giữa tháng 9.
Ngày 8-9, sư đoàn Dù chiếm 3 căn cứ La Vang phía Nam thị xã. Ngày 9-9 Sư đoàn TQLC tấn công vào thành cổ nhưng bị chặn lại, không tiến vào được. Quân Việt Nam Cộng hòa và Hoa Kỳ tấn công nghi binh vào bãi Bắc sông Cửa Việt. Lữ đoàn 147 TQLC từ Đông Bắc đánh xuống, Lữ đoàn 258 từ Đông Nam đánh lên. Khuya 14-9, Tiểu đoàn 6 TQLC đột nhập một vách tường Đông Nam thành cổ rồi đánh vào bên trong, sáng 15/9 các tiểu đoàn TQLC đánh vào phía Tây. Cùng thời điểm đó, Trung đoàn 18 Quân Giải phóng (đơn vị được lệnh chi viện trực tiếp cho thành cổ) vẫn đang hành quân thì được lệnh ngừng lại, tổ chức phòng ngự ở bờ bắc sông Thạch Hãn và đón lực lượng từ thành cổ rút ra.
Do lực lượng đã rút đi một phần nên trong ngày 15/9, Quân Giải phóng tiếp tục bị mất nhiều chốt. Bộ Chỉ huy thành cổ có lệnh cho các đơn vị còn lại rút lui. Sáng sớm 16/9, Quân Giải phóng rút lui hoàn toàn khỏi thị xã, một toán Cọp Biển đã leo vào cắm cờ trên nóc một bức tường thành sau hơn 2 tháng tấn công và trễ hạn. Trong 10 ngày cuối cùng, theo quân Việt Nam Cộng hòa tuyên bố thì đã có 2.700 bộ đội tử trận, trong khi quân Việt Nam Cộng hòa thiệt mạng khoảng 150 Thủy quân lục chiến mỗi ngày (chưa kể số thiệt mạng của các đơn vị khác).
Đến đây Quân lực Việt Nam Cộng hòa cũng kiệt sức không thể tấn công tiếp. Quân Giải phóng miền Nam củng cố nhằm giữ bằng được trận địa và các lãnh thổ ở bờ bên kia sông Thạch Hãn. Chiến sự trở về thế cầm cự trong gần 1 tháng.
Để chiếm lại thành cổ, chỉ riêng Sư đoàn Thủy quân Lục chiến QLVNCH đã có hơn 5.200 binh sĩ thương vong (trong đó riêng 7 tuần cuối trận đánh đã có 3.658 thương vong, chiếm 25% quân số toàn sư đoàn:106). Con số này còn chưa tính vài nghìn thương vong của các đơn vị khác như Sư đoàn Dù, Liên đoàn biệt cách dù, các trung đoàn pháo binh, thiết giáp... Chỉ tính riêng Lữ Đoàn 258 (1 trong 3 lữ đoàn thuộc sư đoàn TQLC), từ ngày 28-6 đến ngày 16-9-1972, tổng số thương vong chính thức là 431 tử trận và 2.507 bị thương (trong số thương binh này, khoảng mấy trăm sau này sẽ chết do vết thương quá nặng). Sư đoàn Dù QLVNCH cũng bị tổn thất nặng. Lữ đoàn 2 của sư đoàn Dù gần như bị xóa sổ chỉ sau 2 tuần giao chiến: Tiểu đoàn 5 bị thiệt hại nặng nề nhất (có 600 quân thì mất 98 tử trận và 400 bị thương, tỷ lệ thương vong 83%), hai tiểu đoàn còn lại của lữ đoàn này cũng không khá hơn, 4 trên 6 sĩ quan cố vấn Mỹ của lữ đoàn này đã bị thương trong chiến sự. Theo quân Giải phóng thì tổng số thiệt mạng của tất cả các đơn vị QLVNCH là 7.756, cùng với hàng ngàn lính khác bị thương. Phía Quân Giải phóng miền Nam Việt Nam tử trận hơn 4.000 bộ đội, hầu hết là do bị bom, pháo của Mỹ bắn phá.

### Giai đoạn 3: Chiến sự ở bờ bắc sông Thạch Hãn
Sau khi rút khỏi khu vực thị xã và Thành cổ, Bộ Chính trị và Quân ủy Trung ương yêu cầu bộ Chỉ huy chiến dịch nhanh chóng hình thành cách đánh mới, nhằm bảo đảm giữ vững thế trận; đồng thời, phải có phương án bố trí hệ thống trận địa phòng giữ hậu phương trực tiếp chiến dịch, đặc biệt là khu vực Ái Tử - Đông Hà - Cửa Việt. Bên cạnh đó, cần có phương án luân phiên tác chiến, đưa lần lượt đơn vị cũ ra phía sau để củng cố
Từ cuối tháng 9 cho đến giữa tháng 10-1972, Quân Giải phóng miền Nam Việt Nam đã hình thành ba khu vực phòng ngự cơ bản: khu vực phía đông do Sư đoàn 320 phụ trách gồm Triệu Phong, Gio Linh; khu vực phía tây, do Sư đoàn 308 và 304 đảm nhiệm bao gồm phía tây đường số 1 từ bắc Mỹ Chánh đến phía nam Thạch Hãn; Khu Giữa - khu phòng ngự chủ yếu, gồm phía tả ngạn sông Thạch Hãn, từ Nhan Biều, Ái Tử, Phượng Hoàng đến Đông Hà, Cam Lộ do Sư đoàn 325 đảm nhiệm. Các khu vực, các hướng hợp thành hệ thống phòng ngự hoàn chỉnh, vững chắc. Tướng Lê Trọng Tấn tiếp tục chỉ huy thay cho tướng Trần Quý Hai (Tư lệnh mặt trận B5).
Sau khi tái chiếm được Thành cổ Quảng Trị, quân lực Việt Nam Cộng hòa bị tổn thất lớn, cần phải mất nhiều tháng bổ sung lực lượng và phương tiện chiến đấu. Nhưng do bị thúc ép về chính trị (cuộc đàm phán Paris về Việt Nam), QLVNCH vẫn tiếp tục tập trung lực lượng, gấp rút hoàn chỉnh phương án hòng vượt sông Thạch Hãn đánh chiếm tiếp Ái Tử, Đông Hà nhằm đánh chiếm toàn bộ tỉnh Quảng Trị, khôi phục lại tuyến phòng thủ Đường 9 như trước ngày 30-3-1972.
Bằng cuộc hành quân mang tên Lam Sơn 72A với lực lượng chủ yếu là sư đoàn TQLC, sư Dù, từ nửa cuối tháng 9-1972, QLVNCH đẩy mạnh nỗ lực quân sự trên hai hướng là đông và tây, hòng mở rộng bàn đạp để tiến lên chiếm khu vực Ái Tử, Đông Hà. Ở hướng đông, Sư đoàn thủy quân lục chiến tiến công các mục tiêu như An Lộng, An Hòa, Bích La, Cửa Việt; trên hướng tây, Sư đoàn dù tiến chiếm điểm cao 367, động Ông Do và tuyến nam sông Thạch Hãn, khu vực Tích Tường, Như Lệ, Đá Đứng.
Ngày 1-11-1972, Bộ Tư lệnh Mặt trận B5 thông báo cho Sư đoàn 325: QLVNCH có ý định vượt sông Thạch Hãn tấn công Nhan Biều, Ái Tử. 4 giờ sáng ngày 2-11-1972, đã có hai đại đội và cơ quan chỉ huy Tiểu đoàn 6 thủy quân lục chiến QLVNCH vượt sang bờ tây sông đang triển khai đội hình trước chính diện phòng ngự của tiểu đoàn 8, Trung đoàn 18 Quân Giải phóng miền Nam Việt Nam. 5 giờ sáng, các trận địa pháo của Mỹ-QLVNCH ở La Vang, thị xã Quảng Trị và pháo hạm từ biển bắn hàng nghìn quả đạn vào khu vực phòng ngự của trung đoàn 18, tập trung chủ yếu vào trận địa phòng ngự của Tiểu đoàn 8 ở Nhan Biều. Không quân Hoa Kỳ dùng máy bay phản lực ném bom xuống khu vực Ái Tử và phía sau làng Nhan Biều 1, máy bay B-52 rải 2 đợt bom vào dọc bờ sông Lai Phước.
8 giờ sáng ngày 2-11-1972, QLVNCH tổ chức tiến công gồm 3 mũi. Chiến sự diễn ra ác liệt. Sau gần 20 phút chiến đấu, bị thiệt hại nặng, QLVNCH phải lui về củng cố và yêu cầu pháo binh và không quân tiếp tục đánh phá. Sau đó tiếp tục tổ chức hai đợt xung phong nữa nhưng đều bị bẻ gãy. Đến khoảng 10 giờ trưa, số quân còn lại phải co thành hai cụm ven sông, mỗi cụm khoảng 30-40 lính chống cự và chờ quân phía sau vượt sông tăng viện. Khoảng 10 giờ 30 phút, Trung đoàn 18 Quân Giải phóng miền Nam Việt Nam giao nhiệm vụ cho Tiểu đoàn 8 tổ chức phản kích. Sau gần 20 phút đã tiêu diệt gần hết số quân đang co cụm. Quân Việt Nam Cộng hòa còn lại khoảng 30-40 lính cố chống cự, nhưng đến sáng 3-11-1972 cũng bị tiêu diệt nốt. Như vậy sau hai ngày chiến đấu, lực lượng vượt sông gồm hai đại đội và Ban chỉ huy Tiểu đoàn 6 thuộc Lữ đoàn 369 thủy quân lục chiến, trong đó có tiểu đoàn trưởng đều bị diệt; Tiểu đoàn 6 thủy quân lục chiến bị xóa sổ. 5 tàu thuyền, 5 xe tăng-xe bọc thép, 8 ôtô bên bờ hữu ngạn sông bị bắn cháy. Cuộc hành quân Sóng thần 9 đã thất bại
Giữa tháng 11-1972, quân lực Việt Nam Cộng hòa tiếp tục nỗ lực tiến công quân sự. Lúc này, QLVNCH dồn sức tiến công sang hướng thứ yếu. Trong cuộc hành quân mang tên Sóng thần 36, Hoa Kỳ và Việt Nam Cộng hòa tập trung hỏa lực với mật độ cao (50 lần chiếc cường kích, 18 phi vụ B52, 3.000 - 4.000 viên đạn pháo một ngày), đánh phá khu vực Long Quang, Thanh Hội. Quân Việt Nam Cộng hòa sử dụng các tiểu đoàn 6, 2 và 8 thuộc Lữ đoàn 367 lính thủy đánh bộ có thiết giáp và xe tăng M48 Patton yểm trợ, liên tiếp mở các đợt tiến công vào các vị trí phòng ngự của Quân Giải phóng miền Nam Việt Nam ở khu vực Long Quang - Thanh Hội.
Trước tình hình đó, Bộ Chỉ huy chiến dịch lệnh cho Trung đoàn 48 vượt sông sang bờ nam sông Thạch Hãn, cùng với lực lượng ở đây chặn đứng cuộc hành quân. Chiến sự ở khu vực bờ nam sông Thạch Hãn diễn ra ác liệt. Các lữ đoàn TQLC không vượt qua được các chốt Long Quang, Thanh Hội, các tiểu đoàn 1, 2, 8 TQLC mất sức chiến đấu phải rút ra củng cố. Ngày 4/12, Bộ Tư lệnh B5 điều trung đoàn 48 (thiếu tiểu đoàn 2) và tiểu đoàn 3 (Quảng Trị) vượt sông phối hợp với quân giữ chốt phản kích, đẩy sư đoàn TQLC lùi về Bình An, Gia Đẳng, Ba Lang. Trong các trận này sư đoàn TQLC bị tổn thất nặng, thương vong 3.200 binh-sĩ, mất 49 xe tăng và xe bọc thép, 16 trực thăng.
Mặc dù bị thiệt hại lớn, nhưng QLVNCH vẫn quyết tâm tìm kiếm một thắng lợi quân sự để giành ưu thế trên bàn đàm phán ở Hiệp định Paris. Từ ngày 15/12, Việt Nam Cộng hòa mở tiếp cuộc hành quân "Sóng thần 45" đánh ra khu vực Cửa Việt. Lần này huy động một lực lượng quân sự và xe pháo lớn tham chiến, bao gồm: Tiểu đoàn 4 và 579 thủy quân lục chiến, 3 chi đoàn xe tăng - thiết giáp, 15 đại đội bảo an theo hướng Linh An, Thạch Hội tiến ra Cửa Việt. Đương đầu với lực lượng tiến công này, Sư đoàn 320, trong vòng 11 ngày (từ 15 đến 25-12), đã chiến đấu quyết liệt chặn đánh tiêu hao, tiêu diệt hơn 1 nghìn lính, phá hỏng, phá hủy 23 xe quân sự, bắn rơi 11 máy bay các loại, thu 39 súng. Việt Nam Cộng hòa buộc phải chấm dứt cuộc hành quân và đưa lực lượng còn lại về phía sau củng cố. Cho đến trước ngày ký Hiệp định Paris, quân lực Việt Nam Cộng hòa còn mở cuộc hành quân Sóng thần 18 (từ ngày 17-1 đến ngày 20-1-1973) đánh ra Cửa Việt. Nhưng cũng như các cuộc hành quân mang tên Sóng thần trước đó, một lần nữa lại thất bại.
Ngày 21/1/1973, tướng Abrams, tướng Heige và tướng Ngô Quang Trưởng nhất trí với kế hoạch hành quân Tangocyti (tên gọi trận tấn công Cửa Việt-1972 của QLVNCH do các cố vấn Hoa Kỳ đặt). Đêm 25/1/1973, các tiểu đoàn 9 (lữ đặc nhiệm), 3 (lữ 258), lữ 147 và hơn 140 xe tăng nổ súng tấn công. Không lực Hoa Kỳ điều động 80 phi vụ B-52, pháo binh từ hạm đội 7 Hoa Kỳ và 4 tiểu đoàn pháo ở thị xã Quảng Trị bắn hơn 60.000 viên đạn pháo yểm hộ cho QLVNCH. Các đơn vị TQLC thay đổi hẳn cách đánh so với "Lam Sơn 72", không tấn công vỗ mặt mà luồn qua các chốt của Quân Giải phóng miền Nam Việt Nam để nhanh chóng tiếp cận mục tiêu Cửa Việt.
23 giờ ngày 27/1, lữ đoàn đặc nhiệm đã tiếp cận cảng Cửa Việt. Đến 1 giờ ngày 28/1, Bộ Tư lệnh B5 mới biết tin và ngay lập tức, điều trung đoàn 101 và 5 xe tăng đánh vào sườn Lữ đặc nhiệm ở Đông Hòa, Vĩnh Hòa, bắn cháy 8 xe tăng của thiết đoàn 17 nhưng không ngăn được đối phương tiến về cảng Cửa Việt. Rạng sáng ngày 28/1, Bộ Tư lệnh B5 tiếp tục điều 5 tiểu đoàn tăng viện cho các lực lượng giữ Cửa Việt. Đến trưa 28/1, B5 điều tiếp Trung đoàn 24 (sư đoàn 304) và 1 đại đội xe tăng (thuộc trung đoàn 203) tấn công phía sau cánh quân của lữ đoàn đặc nhiệm VNCH.
Ngày 30/1/1973, Quân Giải phóng miền Nam Việt Nam nổ súng tấn công nhưng các hướng không phối hợp được với nhau nên bị lữ đoàn đặc nhiệm và lữ đoàn 147 TQLC đẩy lùi. Rạng sáng 31/1, Quân Giải phóng tổ chức tổng công kích đồng loạt vào 5 cụm quân của QLVNCH. 8h30 sáng 31/1, ba cụm quân QLVNCH ở cảng bị diệt, hai cụm quân còn lại chạy về Mỹ Thủy. Tuyến phòng thủ Vĩnh Hòa, Thanh Hội, Long Quang, Chợ Sãi của mặt trận B5 được khôi phục. Cuộc hành quân Tangocyti thất bại và không thu được kết quả nào.
Nhìn lại trên toàn bộ mặt trận Trị - Thiên, từ sau khi Quân Giải phóng miền Nam Việt Nam rút khỏi thị xã - Thành cổ Quảng Trị (16-9-1972) đến cuối tháng 1-1973, mặc dù quân lực VNCH liên tiếp mở các cuộc hành quân Lam Sơn 72A, Sóng thần 9, Sóng thần 36, Sóng thần 45, Sóng thần 18 nhằm tái chiếm lại nửa phía bắc tỉnh Quảng Trị, nhưng đều bị đẩy lùi. Kế hoạch chiếm lại và tái lập vùng chiếm đóng như trước tháng 3-1972 đã bị thất bại. Quân Giải phóng miền Nam Việt Nam phòng thủ thành công phía bờ bắc sông Thạch Hãn, tuyên bố tiêu diệt 29.822 lính, diệt gọn 12 đại đội, đánh thiệt hại nặng 15 tiểu đoàn và 2 chi đoàn xe tăng - thiết giáp, bắn rơi hơn 100 máy bay, phá hỏng, phá hủy 345 xe quân sự các loại (trong đó có 221 xe tăng và xe thiết giáp), hơn 350 khẩu pháo các loại, 38 kho xăng, đạn, đánh sập 8 cầu, bắn cháy 8 tàu, 13 xuồng, thu 650 súng các loại và 24 máy thông tin...

## Kết quả và ý nghĩa
Trong giai đoạn 1 chiến dịch, Quân Giải phóng miền Nam Việt Nam đã loại khỏi chiến đấu 27.458 lính, bắt 3.388 lính, phá hủy và thu giữ 636 xe tăng - xe thiết giáp, 1.870 xe quân sự các loại, 429 khẩu pháo và súng cối các loại, bắn rơi và phá hủy 340 máy bay và trực thăng. QLVNCH thất bại nặng, phải bỏ chạy về Huế. Quân Giải phóng kiểm soát hoàn toàn tỉnh Quảng Trị và 3 xã thuộc huyện Hương Điền, tỉnh Thừa Thiên, hoàn thành xuất sắc nhiệm vụ chiến lược đề ra.
Đây là lần đầu tiên Quân Giải phóng miền Nam Việt Nam tiến hành thắng lợi một chiến dịch tiến công binh chủng hợp thành quy mô lớn, tiêu diệt một bộ phận quan trọng sinh lực, phương tiện chiến tranh của Mỹ-VNCH; tiêu diệt nhiều trung đoàn, đánh quỵ một sư đoàn quân VNCH; kiểm soát hoàn toàn một tỉnh.
Trong giai đoạn sau, quân Mỹ-Việt Nam Cộng hòa huy động lực lượng rất lớn để phản công, đặc biệt là Mỹ huy động không quân, hải quân đánh phá rất ác liệt. Thiệt hại của Quân Giải phóng miền Nam Việt Nam khá lớn, tổng quân số tham gia chiến dịch là khoảng 105.650 người thì đã có trên 14.000 người tử trận trong toàn chiến dịch. Về số bị thương, toàn chiến dịch Quân Giải phóng có 31.309 lượt thương binh (trừ đi những người không qua khỏi đã tính vào số tử trận thì số thương binh vào khoảng 27.000 người), trong đó: giai đoạn chuẩn bị chiến dịch - 378 thương binh, giai đoạn tiến công Quảng Trị từ 30/3 tới 2/5 - 4.619 thương binh, giai đoạn tiến công Thừa Thiên Huế từ 3/5 tới 27/6 - 4.203 thương binh, giai đoạn phòng ngự Quảng Trị từ 28/6 tới 16/9 - 13.142 thương binh, giai đoạn phòng ngự vùng giải phóng từ 17/9 tới 31/1/1972 - 8.967 thương binh).
Trong giai đoạn phản kích (tính từ 28/6/1972 đến 31/1/1973), QLVNCH cũng bị thiệt hại nặng. Theo quân Giải phóng, trong giai đoạn này họ đã gây thương vong cho 29.000 quân VNCH, phá hủy 345 xe tăng - thiết giáp, 273 khẩu pháo, bắn rơi 169 máy bay, bắn chìm 9 tàu chiến, thu gần 1.000 súng các loại QLVNCH bị kiệt sức, không chiếm lại được Đông Hà và cảng Cửa Việt, cũng như phía bắc sông Thạch Hãn.
Nhìn chung, Mỹ - QLVNCH chỉ ngăn được bước tiến của Quân Giải phóng, việc không chiếm lại được nửa phía Bắc tỉnh Quảng Trị là một thất bại về chiến lược. Điều đó giải thích tại sau sau Hiệp định Paris, Nguyễn Văn Thiệu liên tục thực hiện các biện pháp quân sự (các kế hoạch Lý Thường Kiệt) - dù đó là sự vi phạm Hiệp định Paris, nhằm cố chiếm những bàn đạp tấn công của quân Giải phóng. Mặc dù trong cuộc duyệt binh mừng chiến dịch Lam Sơn 72 tổ chức tại Sài Gòn hồi tháng 9, Nguyễn Văn Thiệu tuyên bố "chiến thắng" khi đã chiếm lại được khu Thành cổ Quảng Trị, nhưng chính bản thân ông ta cũng tự thấy rằng quân VNCH không thể đạt được kết quả này nếu không có hỏa lực dữ dội của Không quân Hoa Kỳ và những khoản viện trợ quân sự to lớn. Ông ta từng nói: "Nếu Hoa Kỳ mà không viện trợ cho chúng tôi nữa thì không phải là một ngày, một tháng hay một năm mà chỉ sau 3 giờ, chúng tôi sẽ rời khỏi Dinh Độc Lập!"
Thắng lợi của chiến dịch tiến công Trị Thiên cùng với các hướng tiến công khác tạo ra cục diện mới trên chiến trường ngày càng có lợi cho Quân Giải phóng trong cuộc tiến công chiến lược 1972, trong đó trực tiếp là tạo thế và lực cho Quân Giải phóng tiến hành chiến dịch phòng ngự Quảng Trị (28-6-1972 đến 31-1-1973) thắng lợi, góp phần buộc Mỹ và chính quyền Sài Gòn phải ký kết Hiệp địch Paris chấm dứt chiến tranh, lập lại hoàn bình ở Việt Nam.
Sau 1 năm chiến đấu ở cả ba chiến trường chính và những hướng phối hợp, cùng với cả ba mặt trận đấu tranh (chính trị, quân sự, ngoại giao), đi đến lệnh ngừng bắn vào tháng 1/1973. Ba kết quả chính trị quan trọng nhất mà Việt Nam Dân chủ Cộng hòa và Cộng hòa Miền Nam Việt Nam đạt được là: Cộng hòa Miền Nam Việt Nam có được địa vị chính trị hợp pháp đối với quốc tế và ở miền Nam, Quân đội Hoa Kỳ phải rút về nước trong khi quy chế của Quân đội Nhân dân Việt Nam ở miền Nam không được Hiệp định Paris đề cập. Điều này được phía Việt Nam Dân chủ Cộng hoà và Chính phủ Cách mạng lâm thời Cộng hòa Miền Nam Việt Nam coi là một thắng lợi về tiến hành chiến tranh phối hợp giữa các hoạt động: quân sự - chính trị - ngoại giao chứ không đơn thuần chỉ là thành quả về quân sự.
Về quân sự, Quân Giải phóng miền Nam Việt Nam cũng nhanh chóng tận dụng được những gì giành được trong chiến dịch. Họ lập tức bắt đầu mở rộng các hành lang hậu cần từ Lào và Campuchia vào miền Nam Việt Nam. Các cơ sở tại Cửa Việt và Đông Hà được nhanh chóng mở rộng, trong vòng 1 năm, tạo điều kiện để hơn 20% hàng hóa chuyển vào cho chiến trường miền Nam đã được đi qua đây.